# Fairey Fulmar
Fairey Fulmar là một loại máy bay tiêm kích trên tàu sân bay, nó được trang bị cho Không quân Hải quân Hoàng gia (FAA) Anh trong Chiến tranh thế giới II. Tổng cộng có 600 chiếc Fairey Aviation được chế tạo tại nhà máy Stockport giai đoạn 1940-1942. Thiết kế của Fulmar dựa trên mẫu máy bay Fairey P.4/34 được phát triển từ năm 1936 và bị thay thế bởi máy ném bom hạng nhẹ Fairey Battle. Dù hiệu năng còn yếu, nhưng Fulmar lại là một máy bay tin cậy, mạnh mẽ và chiến đấu hiệu quả với 8 khẩu súng máy.

## Biến thể
Mk I
Biến thể sản xuất đầu tiên, lắp 1 động cơ 1,035 hp (772 kW) Rolls-Royce Merlin VIII, 250 chiếc.
Mk II
Biến thể nâng cấp, lắp động cơ 1,300 hp (970 kW) Merlin XXX, một mẫu thử được hoán cải từ Mk I và 350 chiếc được chế tạo.

## Quốc gia sử dụng
Anh Quốc
- Không quân Hoàng gia
- Không quân Hải quân Hoàng gia

## Tính năng kỹ chiến thuật (Mk II)

### Đặc điểm riêng
- Tổ lái: 2
- Chiều dài: 40 ft 2 in (12,25 m)
- Sải cánh: 46 ft 4¼ in (14,13 m)
- Chiều cao: 14 ft 0 in (4,27 m)
- Diện tích cánh: 342 ft² (32 m²)
- Trọng lượng rỗng: 7.015 lb (3.182 kg)
- Trọng lượng có tải: 9.672 lb (4.387 kg)
- Trọng lượng cất cánh tối đa: 10.200 lb (4.627 kg)
- Động cơ: 1 × Rolls-Royce Merlin 30, 1.300 hp (970 kW)

### Hiệu suất bay
- Vận tốc cực đại: 272 mph (438 km/h)
- Tầm bay: 780 mi (1.255 km)
- Trần bay: 27.200 ft (8.300 m)
- Lực nâng của cánh: 28 lb/ft² (137 kg/m²)

### Vũ khí
- 8 khẩu súng máy Browning 0.303 in (7,7 mm) trên cánh, và 1 khẩu súng máy Vickers K.303 in (7,7 mm) ở phía sau buồng lái
- 2 quả bom 100 lb (45 kg) hoặc 250 lb (110 kg)